# Bangsbostrand
Bangsbostrand er en sydlig bydel og en strand i Frederikshavn.

## Historie
Bangsbostrand var omkring 1. verdenskrig et anseligt ved fiskerleje ved Kattegat, Jyske Ås og Nordjyllands østkyst, cirka to kilometer syd for Frederikshavn, i Flade Sogn, Horns Herred, daværende Hjørring Amt. Ud for kysten fandtes der en god ankergrund for større skibe. I Bangsbostrand var der filialkirke (opført 1902, K. Varming), skole og lods.
I 1859 oplyses det, at "fra Bangsbostrand drives betydeligt Fiskeri, og derfra forsynes endeel af de Fiskerkvaser, der fra Frederikshavn gaae til Kjøbenhavn med de bekjendte Fladstrands Rødspetter. Fiskene fanges ved Garn, som sættes paa Grundene."